# Iňa (přítok Ochotského moře)
Iňa (rusky Иня) je řeka v Chabarovském kraji v Rusku. Je dlouhá 330 km. Plocha povodí měří 19 700 km².

## Průběh toku
Odtéká z jezera Chel-Deli u severovýchodního konce horského hřbetu Suntar-Chajata. Při ústí do Ochotského moře se dělí na ramena.

### Přítoky
- zprava – Nilgysy

## Vodní režim
Zdrojem vody jsou sněhové i dešťové srážky. Nejvyššího vodního stavu dosahuje na jaře. V létě díky dešťům vznikají povodně.